# Jean-Paul Colas
Jean-Paul Colas (ur. 4 marca 1911 w Neuilly-sur-Seine, zm. 23 kwietnia 2009 w Sainte-Maxime) – francuski kierowca wyścigowy.

## Kariera
W wyścigach samochodowych Colas poświęcił się głównie startom zaliczanym do klasyfikacji Mistrzostw Świata Samochodów Sportowych. W latach 1951-1952, 1954-1955, 1957 Francuz pojawiał się w stawce 24-godzinnego wyścigu Le Mans. Pierwszy i jedyny raz dojechał do mety w 1957 roku, kiedy to odniósł zwycięstwo w klasie S 3.0, a w klasyfikacji generalnej był jedenasty.